# Sestola
Sestola ist eine italienische Gemeinde (comune) mit 2411 Einwohnern (Stand 31. Dezember 2023) in der Provinz Modena in der Emilia-Romagna. Die Gemeinde liegt etwa 48 Kilometer südsüdwestlich von Modena und grenzt unmittelbar an die Metropolitanstadt Bologna. Sestola ist Teil der Comunità Montana del Frignano und liegt am Parco regionale dell'Alto Appennino Modenese.

## Sport
Sestola ist ein Skiort für Abfahrtsrennen.